# 오픈게임
오픈게임(Opengame)은 키스인터렉티브에서 운영하는 온라인 게임 포털 사이트이다. 자체 개발하고 서비스하는 웹전략:봉신연의를 시작으로 다수의 웹게임을 퍼블리싱 하고 있다. 게임 업계 최초로 게임 소셜 커머스 사이트를 오픈하여 게임 아이템을 저렴하게 구입할 수 있다.

## 게임 종류

### 웹게임
- 웹전략:봉신연의
- 로드워 - 동양온라인
- 컬쳐스 온라인 - 블랙스톤
- 천하쟁패 - 옴니텔
- 웹2차대전 - 감마니아
- 캐리안 - 제이소프트
- 천기 - 네티모

## 같이 보기
- 엔씨소프트
- 한게임
- 네오위즈게임즈
- 넷마블
- 엠게임